# Льодяна гребля
Льодяна́ гре́бля — явище льодового режиму річки, що виникає після утворення п'ятрів, та згодом змінюється зажором. Належить до періоду замерзання та позначається наявністю зімкнення заберегів обох берегів під час скупчення і замерзання шуги та льоду з берегами, а також на порожистих ділянках з донного льоду і шуги, що наросли по всій ширині річки. Відкритий водний простір між окремими перемичками льоду називають ополонкою.

## Генезис
Виникнення цього явище пов'язане зі зміною загального термічного фону всієї водної маси, що перебуває у річковому перерізі. В осінній період, коли температура змінюється неоднорідно, утворюються окремі льодові маси, що при подальшому охолодженні води в умовах настання зимового періоду змерзаються. Так льодові нагромадження у місцях, де русло річки звужується, часто утворюють льодяну перемичку, котра неперервно з'єднує обидва береги.